# Mark Tavassol
Mark Tavassol (Bremen, 18 de fevereiro de 1974) é um músico, compositor, produtor musical e médico alemão. Ele ficou conhecido como baixista do Wir sind Helden, e baixista e guitarrista do Gloria.

## Biografia
Tavassol é filho de pai iraniano e mãe alemã e passou seus primeiros anos em Teerã. Depois de terminar o ensino médio, ele começou a estudar Medicina no Hospital Universitário Hamburg-Eppendorf e passou no exame médico estadual em 2001.[carece de fontes?]
Tavassol chegou ao Wir sind Helden através de seu amigo Pola Roy, que o convenceu a se tornar o baixista do grupo. Ele foi o último membro a se juntar ao Wir sind Helden e é o único músico da banda que não adotou um nome artístico. Devido à dupla carga horária, seu chefe lhe ofereceu um emprego de meio período, o que era totalmente incomum na época, para que inicialmente ele pudesse trabalhar no pronto-socorro à noite e no estúdio durante o dia.
Além de We Are Heroes, Tavassol trabalha como músico e compositor com artistas como Emma6 (Paradiso), Olli Schulz, Jessica McIntyre (Sam Ragga Band) e Ingo Pohlmann. Fundou a banda Gloria junto com o apresentador de TV Klaas Heufer-Umlauf. Tavassol também é politicamente ativo: apoia a organização Viva con Agua de Benny Adrion e, ao lado de Bela B, Marcel Eger e Renate Eger, é doador fundador da Fundação Viva con Agua. Ele também viajou para a África com Pohlmann em uma viagem de projeto. Tavassol publicou um ensaio sobre as oportunidades de desenvolvimento da Europa em Stern. Junto com Tim Mälzer e Peter Lohmeyer, ele é um dos poucos que participou de todos os eventos anteriores do jogo de futebol beneficente Kicken mit Herz, realizado em Hamburgo desde 2008. Desde março de 2018 ele lidera a banda de estúdio do show noturno Late Night Berlin de Heufer-Umlauf.[carece de fontes?]